# Союз польской молодёжи
Союз польской молодёжи, СПМ (пол. Związek Młodzieży Polskiej, ZMP) — политическая молодёжная организация в Народной Польше, член Всемирной федерации демократической молодёжи.

## История
Союз польской молодёжи возник в 1948 в результате соединения четырёх польских молодёжных организаций:
- Союз борьбы молодых (Związek Walki Młodych, ZWM) — возник в 1942, был молодёжной секцией Польской рабочей партии (ППР)
- Организация молодёжи Общества Университета Рабочего[пол.] (Organizacja Młodzieży Towarzystwa Uniwersytetu Robotniczego, OM TUR) — возник в 1926, был молодёжной секцией Польской социалистической партии (ППС)
- Союз сельской молодёжи Польской Республики «Вичи» (Związek Młodzieży Wiejskiej RP «Wici», ZMW RP «Wici») — возник в 1928, был молодёжной секцией Крестьянской партии
- Союз демократической молодёжи (Związek Młodzieży Demokratycznej, ZMD) — возник в 1945, был молодёжной секцией Демократической партии.

Эти организации вошли в состав Центрального Комитета Единства Молодёжных Организации, а затем соединились в одну организацию 21 июля 1948 во времени Конгресса Единства Молодёжи во Вроцлаве.
В 1950 в СПМ включили ещё студенческий Союз академической польской молодёжи (Związek Akademickiej Młodzieży Polskiej, ZAMP), а затем в 1951 в структуру СПМ была включена также Харцерская организация (Organizacja Harcerska).
В 1955 СПМ вместе с ВФДМ был соорганизатором V Всемирного фестиваля молодёжи и студентов в Варшаве.
Союз польской молодёжи прекратил деятельность в 1956 году во времени изменений в самых высоких властях страны (в марте умер Б. Берут, в июне были демонстрации в Познани, в октябре В. Гомулка стал первым секретарём ЦК ПОРП). Организация была распущена 11 января 1957 на V пленуме Главного Управления СПМ и преобразована в Союз социалистической молодёжи.

## Идеология
С момента соединения ППР и ППС (в декабре 1948) СПМ стал молодёжной секцией Польской объединённой рабочей партии (ПОРП), созданной наподобие советского Комсомола.